# درگیری‌های حزب‌الله و سوریه (۲۰۲۴–اکنون)
از زمان سقوط رژیم اسد در ۸ دسامبر ۲۰۲۴ در پی حملات اپوزیسیون سوریه به رهبری هیئت تحریر شام، چندین درگیری بین دولت انتقالی سوریه و حزب‌الله لبنان که قبلاً در طول جنگ داخلی سوریه از رژیم اسد حمایت می‌کرد، در درجه اول در امتداد مرز لبنان و سوریه رخ داده است. درگیری‌ها عمدتاً حول محور خصومت‌های ژئوپلیتیکی و مسائل قاچاق کاپتاگون می‌چرخد، زیرا دولت جدید سوریه به دنبال جلوگیری از انتقال تسلیحات ایران به حزب‌الله است.

## گاه‌شمار

### مارس ۲۰۲۵
از ۱۶ مارس ۲۰۲۵، درگیری‌های نظامی قابل توجه‌ای میان نیروهای دولتی سوریه و طوایف شیعه لبنانی همسو با گروه شبه‌نظامی حزب‌الله لبنان در امتداد منطقه مرز لبنان و سوریه، به‌ویژه در اطراف استان بعلبک-هرمل رخ داد.
در ۱۶ مارس، درگیری خشونت‌آمیزی بین اعضای گروه‌های قبیله‌ای لبنانی و پرسنل یگان تیپ علی بن ابی‌طالب وزارت دفاع سوریه رخ داد. در این رویارویی اولیه، گزارش شد که یکی از اعضای قبیله‌ای دچار جراحات چاقو شده است. پس از آن، سه عضو یگان تیپ علی بن ابی طالب در داخل خاک لبنان توسط گروه‌های مسلح قبیله‌ای در منطقه جرد الهرمل کشته شدند. دولت سوریه ادعا کرده است که گروه‌های قبیله‌ای احتمالاً متعلق به شبکه‌های قاچاق مرتبط با حزب‌الله هستند.
این درگیری منجر به دخالت ارتش لبنان شد و یک وضعیت امنیتی بی‌ثبات را به‌وجود آورد که سبب تبادل آتش توپخانه در دو سوی مرزها، تجمع نظامی در امتداد مرز و افزایش نگرانی‌های بشردوستانه برای ایمنی غیرنظامیان در مناطق درگیری شد. این بی‌ثباتی یکی از جدی‌ترین حوادث فرامرزی بین دو کشور از زمان درگیری‌های مرزی لبنان و سوریه از سال ۲۰۱۲ تا ۲۰۱۷ بود.
در ۱۶ مارس، درگیری خشونت‌آمیزی بین اعضای گروه‌های قبیله‌ای لبنانی و پرسنل یگان تیپ علی بن ابی طالب وزارت دفاع سوریه رخ داد. در این رویارویی اولیه، گزارش شد که یکی از اعضای قبیله‌ای دچار جراحات چاقو شده است. پس از آن، سه عضو یگان لواء علی بن ابی‌طالب در داخل خاک لبنان توسط گروه‌های مسلح قبیله‌ای در منطقه جرد الهرمل کشته شدند. دولت سوریه ادعا کرده است که گروه‌های قبیله‌ای احتمالاً متعلق به شبکه‌های قاچاق مرتبط با حزب‌الله هستند.
این حادثه در نزدیکی جاده السد، روبروی روستای القصر در امتداد مرز سوریه و لبنان رخ داد. طبق گزارش دیدبان حقوق بشر سوریه (SOHR)، پرسنل نظامی سوریه، ظاهراً به داخل خاک لبنان وارد شده و در آنجا مورد هدف یک کمین قرار گرفتند. ویدیوئی که از کمین گرفته شده است نشان می‌دهد که یکی از قربانیان با سنگ مورد حمله مرگبار، قرار گرفته است. پس از کمین، اعضای قبیله‌ای، بقایا را به ارتش لبنان تحویل دادند، و سپس آن‌ها را به سوریه بازگرداند.
مقامات نظامی سوریه، نیروهای بیشتری را به سمت منطقه مرزی مجاور دره بقاع شمالی لبنان اعزام کرده و در امتداد مرز حضور پیدا کردند و مناطقی را که ادعا می‌کردند، که گروه‌های مسلح قبیله‌ای لبنانی در آن فعال هستند هدف قرار دادند. نیروهای مسلح سوریه تلاش‌های خود را در زمین‌های اطراف جرد الهرمل، به ویژه در نزدیکی شهرک لبنانی حویک، متمرکز کردند.
گزارش‌های اطلاعاتی حاکی از حرکت کاروان‌های نظامی از مواضع مرکزی سوریه به سمت منطقه مرزی بود. علاوه بر این، گزارش شد که گروه‌های مسلح از استان ادلب سوریه و دشت غاب وارد شده‌اند که نشان‌دهنده واکنش نظامی هماهنگ توسط دمشق است. وزارت دفاع سوریه از طریق خبرگزاری رسمی خود سانا قصد خود را برای اجرای «تمام اقدامات متقابل ضروری» در پاسخ به آنچه که «تشدید جدی» در امتداد مرز غربی خود با لبنان توصیف کرد، اعلام کرد. این بیانیه اعضای قبیله را به عنوان بخشی از یک گروه شبه‌نظامی وابسته به حزب‌الله متهم کرد و آن‌ها را به آدم‌ربایی سه سرباز سوری از نزدیکی سد زیتا در حومه غربی حمص به لبنان و سپس کشتن آن‌ها متهم کرد.
حزب‌الله رسماً از این درگیری فاصله گرفت و با صدور بیانیه‌ای رسمی هرگونه نقش در کمین، درگیری‌های مرزی یا عملیات نظامی مرتبط را صریحاً رد کرد.
در پاسخ به تجمع ارتش سوریه در مرز لبنان، ارتش لبنان نیز واحدهای تقویتی را برای دفاع از جوامع مرزی آسیب‌دیده اعزام کرد. هواپیماهای شناسایی نظامی لبنان در حال انجام عملیات نظارتی بر فراز منطقه مرزی مشاهده شده‌اند. ارتش لبنان نیز با حملات نظامی مستقیم مواجه شد و گزارش‌هایی از اصابت پرتابه‌ها در نزدیکی مواضع ارتش منتشر شد.
درگیری‌ها در اطراف شهر لبنانی قصر در دره بقاع شمالی تشدید شد. گلوله‌های توپخانه از حومه قصیر در سوریه به مناطقی در داخل خاک لبنان اصابت کرد و گزارش‌هایی از اصابت سیستم‌های موشکی گراد در شهرستان هرمل لبنان ثبت شد. موشک‌های هدایت‌شونده خودروهایی را که از منطقه مرزی عبور می‌کردند هدف قرار دادند گلوله‌های خمپاره و آتش‌باری بی‌هدف از سوریه به چندین محله مسکونی لبنانی اصابت کرد و نگرانی‌های بشردوستانه را به دلیل خطر بالای تلفات و آوارگی غیرنظامیان افزایش داد.
سازمان‌های بشردوستانه فعال در منطقه به دلیل درگیری‌ها با محدودیت‌های عملیاتی شدیدی مواجه شدند. خطر برای امدادگران، تعلیق فعالیت‌های میدانی در مناطق مجاور مرز در لبنان و سوریه را ضروری کرد و حرکت کمک‌ها را محدود کرد و به‌طور بالقوه کمک به جمعیت‌های آسیب‌پذیر را مختل کرد. SARI Global گزارش داد که هدف قرار دادن بی‌هدف، روستاهای لبنانی تهدید می‌کند که این جریان‌های آوارگی جدیدی ایجاد کند و می‌تواند دسترسی بشردوستانه به جوامع نیازمند را بیشتر تحت فشار قرار دهد.